# Crítica social

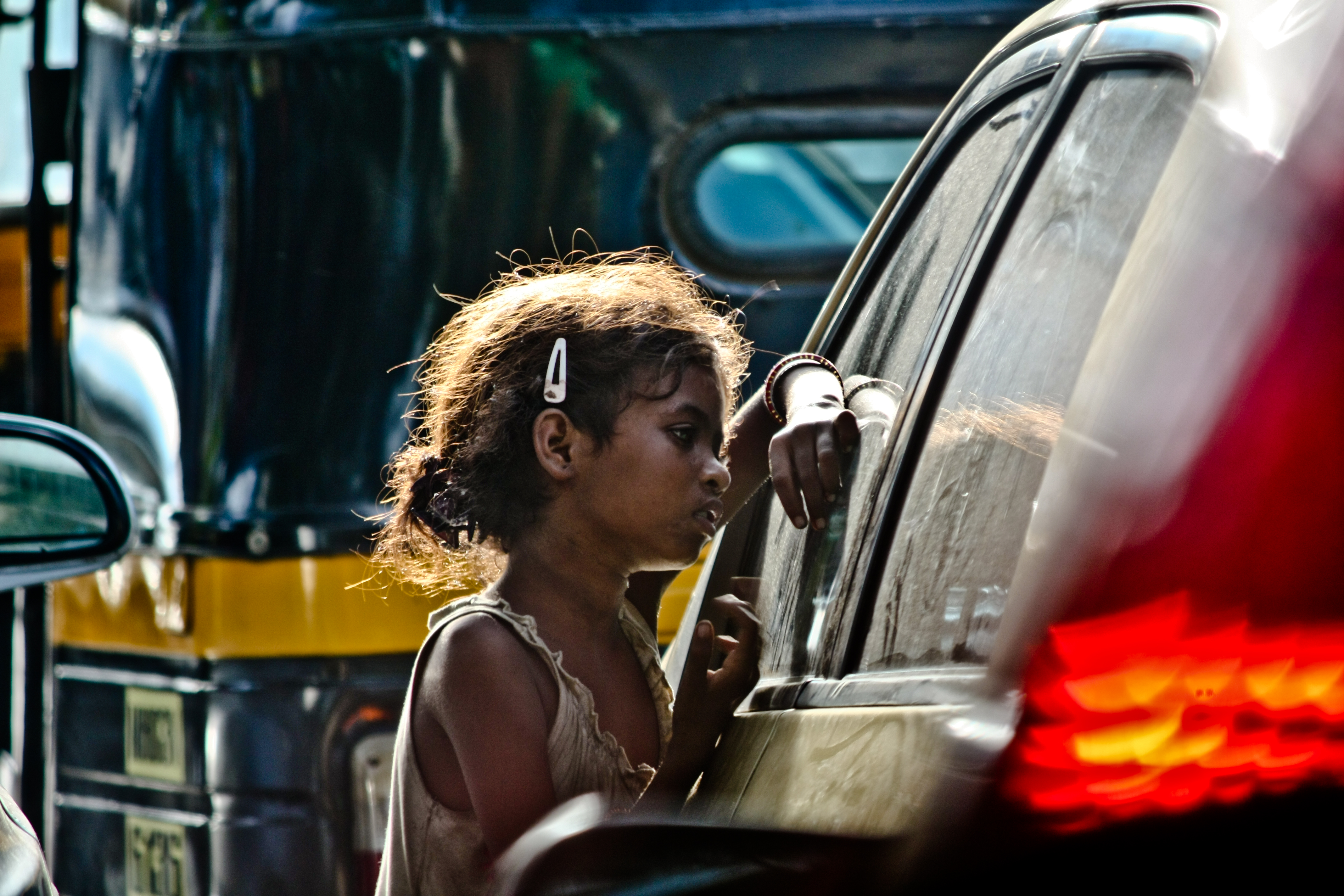
Menina pedindo dinheiro em Bombaim, na Índia: a pobreza é um elemento que costuma fomentar a crítica social

A crítica social analisa estruturas sociais (problemáticas, sob seu ponto de vista) e visa a soluções práticas através de medidas específicas, reforma radical ou mesmo mudança revolucionária.

## Conceito
O ponto de partida da crítica social pode ser extremamente variado e as diferentes formas de socialismo (marxismo, anarquismo etc.) nunca tiveram o monopólio da crítica social. O ponto de partida pode ser a experiência de uma minoria numa sociedade (por exemplo, homossexuais ou mesmo a experiência de um grupo de pessoas dentro de um movimento social progressista que não cumpre, à risca, todos os aspectos de sua agenda progressista). Mulheres da Nova Esquerda frequentemente sentem-se insatisfeitas com as atitudes sexistas de suas contrapartes masculinas e muitas estão engajadas na segunda onda feminista; adeptas da teologia da libertação militam agora na teologia feminista. Dentro do (ou após o) pós-modernismo, não parece ser possível uma grande teoria unificadora. Isto não exclui a possibilidade nem a necessidade de diálogo. No entanto, a maioria das críticas sociais ainda consideram a crítica ao capitalismo como central.

## Formas acadêmicas de crítica social
A disputa entre o racionalismo crítico (por exemplo, Karl Popper) e a Escola de Frankfurt exemplificou o principal problema no tocante a se a pesquisa em ciências sociais deveria pretender-se "neutra" ou "objetiva", ou adotar conscientemente um ponto de vista necessariamente partidário.
Obras de crítica social podem pertencer à filosofia social, economia política, sociologia, psicologia social, psicanálise e também a estudos culturais e outras disciplinas, ou rejeitar formas acadêmicas de discurso.

## Crítica social na literatura e música
A crítica social pode também ser expressa sob forma ficcional, por exemplo, num romance revolucionário como The Iron Heel de Jack London ou em obras distópicas tais como Brave New World de Aldous Huxley (1932), Nineteen Eighty-Four de George Orwell (1949), Fahrenheit 451 de Ray Bradbury (1953), livros infantis (como os do Sítio do Picapau Amarelo de Monteiro Lobato) ou filmes e séries de TV.
A literatura ficcional pode ter significativo impacto social. Conforme diz Netzley (1999: xiii), "por exemplo, o romance Uncle Tom's Cabin (1852) de Harriet Beecher Stowe promoveu o movimento abolicionista nos Estados Unidos e o romance Ramona (1885) de Helen Hunt Jackson, levou a mudanças nas leis a respeito dos nativos estadunidenses. De modo similar, o romance The Jungle (1906) de Upton Sinclair ajudou a criar novas leis relativas à saúde pública e ao manejo de alimentos, e A Child of the Jago (1896) de Arthur Morrison fez com que a Inglaterra mudasse suas leis de moradia".
Expressões musicais de crítica social são frequentes desde a década de 1960 (a chamada "música de protesto" no Brasil). Na década de 1980, o punk tornou-se um dos principais canais deste tipo de manifestação em nível internacional e, a partir da década de 1990, o rap e o hip-hop ocuparam o nicho da contestação através da música.

## Obras clássicas
Entre várias outras, estão:
- Étienne de La Boétie: Discurso da Servidão Voluntária (cerca de 1560)
- Immanuel Kant: O que é o Iluminismo? (1784)
- Mary Wollstonecraft: A Reivindicação dos Direitos da Mulher, (1792)
- Karl Marx: Manifesto Comunista (1848)
- Karl Marx: O Capital (1867)
- Mikhail Bakunin, Estatismo e Anarquia (1873)
- Walter Benjamin: Critique of Violence (1921)
- Georg Lukács: História e Consciência de Classe (1923)
- Virginia Woolf: A Room of One's Own (1929)
- Sigmund Freud: A Civilização e Seus Descontentes (1930)
- Henry Miller: The Air-Conditioned Nightmare (1945)
- Max Horkheimer/Theodor W. Adorno: Dialética do Esclarecimento (1947)
- Simone de Beauvoir: O Segundo Sexo (1949)
- Aimé Césaire, Discours sur le colonialisme (1950)
- Frantz Fanon: Les Damnés de la Terre (1961)
- Rachel Carson: A Primavera Silenciosa (1962)
- Herbert Marcuse: O homem unidimensional (1964)
- Guy Debord: A sociedade do espetáculo (1967)
- Harry Braverman: Trabalho e Capital Monopolista (1974)
- Michel Foucault: Vigiar e punir (1975)
- Cornelius Castoriadis: The Imaginary Institution of Society (1975)
- Joseph Weizenbaum: O poder do computador e a razão humana (1976)
- Howard Zinn: A People's History of the United States (1980)

e muitos dos escritos de Pierre Bourdieu.

## Autores contemporâneos
- Judith Butler, Gender Trouble (1989)
- Giannina Braschi, "Yo-Yo Boing!" (1998)
- Raewyn Connell, Masculinities (1995)
- Noam Chomsky, Manufacturing Consent (1988), Profit over people (2000)
- Simon Head, The New Ruthless Economy. Work and Power in the Digital Age, Oxford UP 2005
- Gilbert Rist, The History of Development: From Western Origins to Global Faith, Edição Ampliada, Londres: Zed Books, 2003